# Faits économiques et sociaux au Ier siècle av. J.-C.

Chronologie de l'économie
IIe siècle av. J.-C. - Ier siècle av. J.-C. - Ier siècle

## Événements
- 66-61 av. J.-C. : crise financière à Rome[1]. Les banques romaines exigent le règlement immédiat de toutes les dettes en suspens. La spéculation pousse à l’extrême la crise du logement à Rome. La situation financière s’améliore grâce au butin ramené par Pompée après ses victoires en Orient[2].
- 49-46 av. J.-C. : crise financière à Rome. La conquête de la Gaule par César provoque un grand afflux d’or sur le marché romain. La valeur argent/or tombe de 1/11,91 à 1/8,93. Le trésor d’État du temps de César s’élève à 25 000 lingots et la monnaie à 40 millions de sesterces[3].
- 29 av. J.-C. : début de la Pax Romana. Stabilité et prospérité économique dans l’Empire romain pendant les deux siècles suivants le règne d’Auguste. Reprise de l’hellénisme[4].
- 20/19 av. J.-C. : début présumé de la construction du réseau routier romain en Gaule (via Agrippa), à partir du second gouvernement d’Agrippa en Gaule. Il relie Rome, via Lugdunum, aux principales capitales provinciales[5].

- Le commerce des soieries chinoises atteint Rome[6].
- Les Romains commencent à construire des bateaux de 250 à 450 tonnes destinés au transport de marchandises : épave d’Albenga au début du siècle (450 tonnes) épave de Mahdia vers 80-70 av. J.-C. (230 à 250 tonnes), épave de Giens (385,5 à 450 tonnes)[7].

- Dans la première partie du siècle, le navigateur grec Hippale découvre le phénomène de la mousson, ce qui permet l’augmentation du trafic maritime avec les Indes. Il part du cap Syagrus sur la péninsule arabique pour atteindre directement les Indes (l'actuel cap ras Fartak, à 800 km d’Aden, à l'extrême Est du Yémen actuel, vers Al Ghaydah). Ses successeurs choisissent comme point de départ le promontoire des Aromates (cap Guardafui) directement à la sortie de la mer Rouge[8].

### Chine
- Pendant les dernières années du règne de l'empereur Wu (141-87 av. J.-C.), le réformateur Zhao Guo favorise la diffusion de nouveaux procédés agricoles[9] : utilisation de charrues à double soc de fer tirées par des bœufs ou des hommes, semences disposées en lignes par économie, semoirs pour plus de rentabilité, machines à vanner les grains, production massive d’outils en fonte et en acier par 88 fonderies d’État utilisant le charbon et des hauts fourneaux en briques réfractaires.
- L'archéologie révèle une redistribution croissante des richesses, avec l'apparition après 100 av. J.-C. de tombes contenant un mobilier modeste destinées à un nombre croissant de petits fonctionnaires, propriétaires fonciers et marchands, tandis que les sépultures pourvues d'un riche mobilier se raréfient[10].
- L’expansionnisme de l’empereur Wudi épuise les réserves financières de la Chine des Han et nécessite à sa mort en 87 av. J.-C. un retour à la politique légaliste pour renflouer le Trésor public. Les impôts sont augmentés, les monopoles d’État restaurés et la monnaie dévaluée. Les souffrances endurées par les paysans sont aggravées par la croissance démographique, qui réduit la superficie des exploitations alors que les impôts augmentent. Les familles de grands propriétaires fonciers, défiant les collecteurs d’impôts du gouvernement central, acquièrent une sorte d’exonération fiscale.  Au fur et à mesure que le nombre de propriétaires échappant à l’impôt augmentent, l’assiette fiscale de l’empire se réduit, et le fardeau supporté par les paysans soumis à l’impôt se fait de plus en plus lourd, provoquant révoltes paysannes et banditisme[11].

## Démographie
- 37-4 av. J.-C. : pendant le règne d’Hérode, on estime que 2 à 2,5 million de Juifs vivent en Palestine. Cinq à huit millions vivent dans l’Empire romain, soit environ de 10% de la population totale[12]. Ils se répartissent entre la Syrie, l’Asie Mineure, Babylone et l’Égypte. Hérode encourage l’immigration en Judée de familles babyloniennes aristocratiques.

- 28 av. J.-C. : la population de l’Italie est évaluée entre sept et dix millions, dont 30 % de citadins (800 000 à Rome). Les 484 cités italiennes sont peuplées de 11 000 à 20 000 habitants[13]. Au temps d’Auguste, la population de l’Hispanie est évaluée à six millions d’habitants[14].
- 8 av. J.-C. : recensement à Rome : 4 233 000 citoyens romains dans l’empire (Italie)[15]. Auguste récupère les données du cens quinquennal, et la déclaration régulière des naissances et des décès pour former un état civil[16].